# بيتار بيتروفيتش
بيتار بيتروفيتش (بالبلغارية: Петър Петров)‏ (9 مارس 1988 بمونتانا في بلغاريا - ) هو لاعب كرة قدم بلغاري في مركز حراسة المرمى. لعب مع OFC Kom Berkovitsa ‏.

## وصلات خارجية
- بيتار بيتروفيتش على موقع قاعدة بيانات كرة القدم.إي يو (الإنجليزية)
- بيتار بيتروفيتش على موقع Soccerway.com (الإنجليزية)